# Делагарди, Понтус
Понтус Делагарди (швед. Pontus De la Gardie, фр. Ponce d'Escouperie; 1520 (?), Кон-Минервуа, Лангедок — 5 ноября 1585, Нарва) — шведский полководец и дипломат французского происхождения. Барон Экхольм (с 1571), член риксрода, губернатор Эстляндии (1574—1575), губернатор Лифляндии и Ингерманландии (1583—1585). Родоначальник шведского дворянского рода Делагарди.
Участвовал в кампаниях французской армии в Пьемонте и Шотландии, в Северной семилетней войне (1563—1570), сначала на стороне Дании, а потом на стороне Швеции. На службе у шведских королей и снискал наибольшую славу. Участвовал в заговоре герцога Юхана против его брата, короля Эрика XIV, благодаря чему особенно возвысился после свержения Эрика и провозглашения заговорщика королём Юханом III. Выполняя различные военные и дипломатические поручения нового государя, посещал дворы европейских монархов и воевал в Эстляндии с войсками Ивана Грозного. Наибольшие военные победы одержал в начале 1580-х годов, когда, воспользовавшись тем, что русские войска были связаны войной с Речью Посполитой, во главе шведского войска захватил Корельский уезд, Эстляндию и часть Ижорской земли, в том числе отобрав у Русского царства главный морской порт на Балтике — Нарву. Его военные успехи принудили Россию к заключению невыгодного для неё Плюсского перемирия, закреплявшего земельные приобретения Делагарди за Швецией.

## Жизнеописание

### Рождение и молодые годы
Понс Декупри (фр. Pons Descouperie) родился около 1520 года в имении Ла Гарди близ города Каркассона во французском Лангедоке.
Отец Понтуса, Жак Декупри (д’Эскупери), принадлежал к старинному французскому роду. В 1511 году он сочетался браком с Катриной де Сент-Коломб, в котором у них родилось 3 детей, младшим из которых и был будущий полководец.
Родители желали, чтобы их сын пошёл по духовной стезе, и отдали юношу в аббатство Монтольё Каркассонской епархии, однако Понтус не смог смириться с подобной участью. Обладая слишком живым характером и тяготясь монашеской жизнью, при первой возможности он покинул аббатство и отправился на войну.
Свой первый поход Делагарди совершил под командованием маршала де Бриссака в 1551 году в Пьемонт, где в разгаре была одна из итальянских войн короля Генриха II с папой Юлием III и императором Карлом V. В Пьемонте Понтусу удалось отличиться, но с 1552 года боевые действия приняли вялотекущий характер, и в 1556 году он вернулся во Францию. Почти сразу же Делагарди привлекла следующая авантюра: он отправился в Шотландию вместе с войсками Анри Клютена д’Уазеля, посланного Генрихом II для поддержки регентши малолетней Марии Стюарт — Марии де Гиз. Там будущий полководец во главе пехотного полка, кроме прочего, участвовал в гражданской войне между католиками и протестантами. В 1559 году Франция завершила многолетнюю борьбу за гегемонию в Европе Като-Камбрезийским миром, не давшим ей ни значительных территориальных приобретений, ни каких-либо других преимуществ. В стране нарастали религиозные противоречия, что делало маловероятным французскую военную экспансию в ближайшие годы. Не желавший прекращать военную карьеру Делагарди вместе с 20-ю своими товарищами отправляется в Данию, находившуюся тогда в состоянии войны со Швецией, и предлагает свои услуги Фредерику II Датскому. Шанс показать себя появился, когда заключённое в 1562 году перемирие было нарушено уже через год, разразилась изнурительная и кровавая Северная семилетняя война. В начавшихся боевых действиях Понтус Делагарди достаточно проявил себя, чтобы вскоре ему доверили командование наёмниками-ландскнехтами. В сентябре 1565 года его служба датскому королю внезапно завершилась: во время штурма Варберга Понтус был ранен в руку и взят в плен шведскими войсками.

### На шведской службе

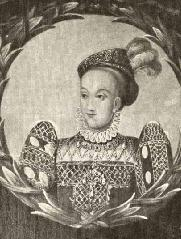
София Юлленъельм, жена Понтуса Делагарди

Находясь в плену, Понтус Делагарди встретил там своего соотечественника барона Шарля де Морне, состоявшего на шведской службе. Барон представил его королю Эрику XIV Вазе, который предложил опытному французскому воину поступить к себе на службу. Делагарди согласился и в том же 1565 году добился от Фредерика II письма с освобождением его от обязательств перед датской короной. Вскоре, проявив талант царедворца, он сумел добиться расположения Эрика. Даже недоверие со стороны фаворита короля, канцлера Йёрана Перссона, известного своей подозрительностью, не помешало ему получить в 1568 году должность гофмаршала. Впрочем, настороженность Перссона оправдалось в полной мере. В 1567 году во время очередного обострения у Эрика психического расстройства риксрод выпустил из заключения его брата Юхана, герцога Финляндского, который с 1563 года содержался в замке Грипсхольм. Вместе со вторым братом короля, герцогом Карлом, Юхан начал готовить переворот, в котором принял участие и Делагарди.
В 1568 году благодаря Делагарди герцогам удалось захватить Вадстену, где хранилась государственная казна. Кроме того, он набрал для них немецких и шотландских наёмников. Потерпев поражение, король Эрик заперся в Стокгольме. В середине сентября армия мятежных герцогов разбила лагерь возле шведской столицы. У Делагарди в городе сохранились связи с горожанами и гарнизоном, и стокгольмцы, недовольные правлением Эрика, вскоре открыли северные ворота и впустили войска мятежников в Стокгольм.
Герцог Юхан, провозглашённый королём под именем Юхана III, по достоинству оценил вклад Делагарди в осуществление переворота, пожаловал ему ленные владения, а также отметил иными знаками внимания, в том числе назначив распорядителем своей коронации, состоявшейся 10 июля 1569 года. Однако война с Данией продолжалась, и в том же 1569 году Понтус попал в плен к датчанам, в котором оставался вплоть до весны 1571 года. В награду за долгий плен 17 июля 1571 года король пожаловал ему титул барона Экхольма и позволение пользоваться в Швеции своим фамильным гербом. В 1580 году, после службы в Эстляндии и успешного выполнения многих дипломатических поручений, Делагарди удостаивается чести стать родственником короля, и сочетается браком с его внебрачной дочерью Софией Юлленъельм.

### Дипломатическая деятельность
Тонкий ум и гибкость Делагарди были замечены ещё Эриком XIV, который не преминул воспользоваться ими, задействовав Понтуса на дипломатическом поприще. В 1566 году, в самый разгар Северной семилетней войны, король отправил Делагарди во Францию с поручением воспрепятствовать вербовке наёмников, которую осуществляли датчане на французской территории. Понтус великолепно справился с поставленной задачей, добившись от французского короля права нанять на шведскую службу определённое количество солдат.
После завершения Северной семилетней войны Юхан III обратил свои взоры на Ливонию, где в августе 1570 года русские войска осадили Ревель. Иван Грозный, стремившийся оставить Швецию в изоляции, старался создать антишведскую коалицию, и Юхан III в 1571 году направил Делагарди в ряд европейских стран, чтобы нейтрализовать усилия русской дипломатии и подорвать торговлю своего восточного соседа. Уже в ноябре он вместе с К. Бельке отправился в Любек, чтобы добиться от города прекращения торговли с Россией через Нарву. Ему это, однако, не удалось, после чего он покинул Любек, отправившись сначала в Гамбург, а затем в Штральзунд, Росток, Висмар и Мюнстер.
В Нидерландах Делагарди встретился с герцогом Альбой, однако ничего, кроме обещания списаться с королём, от него не добился. Весной 1572 года шведский посол прибыл во Францию, где смог получить от Карла IX обещание отправить своему представителю в Копенгагене приказ о возобновлении старых франко-шведских договоров. По вопросу нарвской торговли французский король дал ответ, что не может полностью запретить данную торговлю, но Франция намерена придерживаться тех соглашений, которые будут заключены со шведской стороной. Находясь в Блуа, Делагарди получил от испанского короля письмо, в котором тот обещал поставлять в Швецию соль, хмель и прочие товары, ранее ввозившееся в шведское государство Любеком, с которым шведы находились в довольно прохладных отношениях.
В сентябре 1573 года Делагарди вернулся в Швецию.
В 1576—1578 годах Понтус вновь возглавлял посольство, на этот раз к германскому императору. Помимо переговоров с Рудольфом II, посол должен был посетить Рим и обсудить с папой Григорием XIII вынашиваемые Юханом III планы по восстановлению в Швеции католичества.

### Война с Россией

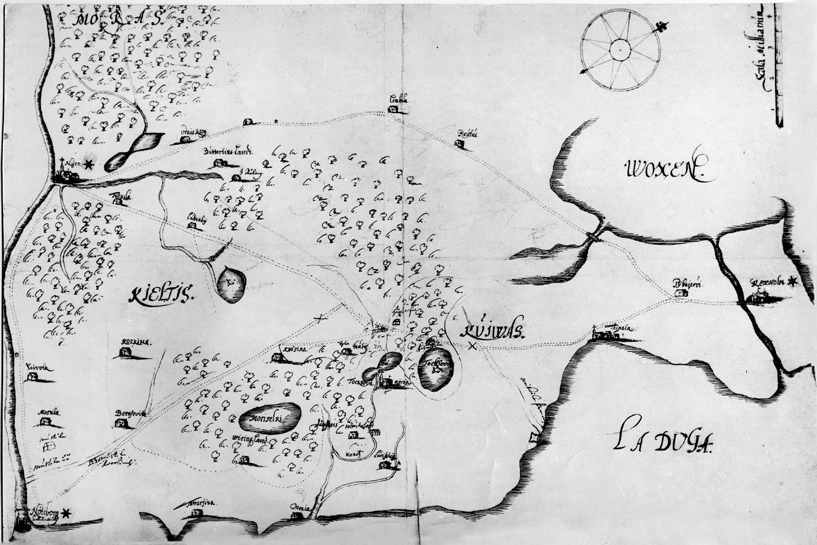
Карта части Корельского и Ореховского уездов, предположительно составленная по приказу Понтуса Делагарди в 1580—1582 годах.

По возвращении в Швецию из первой дипломатической поездки в Европу Делагарди был назначен одним из командующих шведскими войсками в Прибалтике, а в дополнение 4 июня 1574 года получил пост губернатора Эстляндии.
Прибыв к войскам, Делагарди сумел восстановить пошатнувшуюся дисциплину, однако военные действия в 1573—1575 годах велись вяло, и дело по большей части ограничивалось осадой городов в Северной Эстляндии. Участвовал в провальной осаде Везенберга 1574 года, однако вина за неудачу была возложена на Класа Тотта, и Делагарди был назначен единоличным командующим шведскими войсками в Прибалтике. Летом же 1575 года между Россией и Швецией было заключено двухлетнее перемирие, и Делагарди был отозван из Эстляндии, в декабре 1575 года сложив полномочия губернатора ради нового дипломатического поручения. Только в 1580 году ему вновь было доверено командование шведскими войсками в возобновившейся в 1577 году войне с русскими.

#### Первые успехи

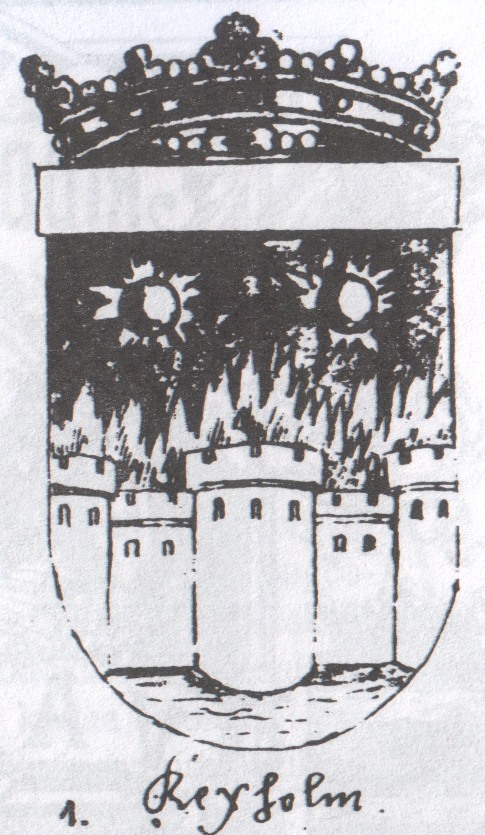
Герб Кексгольмского герцогства (1580)

В конце октября 1580 года Понтус Делагарди вышел с войском из Выборга и 26 числа осадил Корелу — главный опорный пункт русских на Карельском перешейке и в Северном Приладожье. 4 ноября подтянулись пушки, позволившие начать бомбардировку, и почти сразу же шведской артиллерии удалось поджечь деревянные стены и постройки внутри крепости. Судьба города оказалась предрешена, 5 ноября гарнизон сдался, а весь Корельский уезд оказался под властью Швеции. Это событие послужило сюжетом для первого герба захваченной шведами провинции, дарованного в том же 1580 году созданному Кексгольмскому герцогству. На нём была изображена горящая крепость, золотые языки пламени с красными отсветами и два пылающих пушечных ядра.
После взятия Корелы Делагарди спешно двинулся к другой важнейшей русской крепости — Орешку, запиравшей выход из Невы в Ладожское озеро, и, организовав её блокаду, по льду Финского залива перевёл войско в Эстляндию. В Эстляндии за первую половину 1581 года полководец овладел Леалем, Везенбергом, Тольсбургом, Гапсалем и другими крепостями, практически полностью очистив эту область от русских гарнизонов. Последней, но самой крупной и защищённой русской крепостью в регионе оставалась Нарва, являвшаяся в то время крупнейшим центром русской торговли с Европой.

#### Взятие Нарвыи западной Ингрии
В августе 1581 году Делагарди вместе с адмиралом Флемингом по Финскому заливу и реке Нарове на кораблях прибыл к крепости Нарва и, обложив её с трёх сторон, начал готовиться к штурму. Перед его началом Делагарди объявил своим войскам, что на приступ пойдут лишь те, кто заранее запишется у него, все же остальные будут лишены права участвовать в разграблении города, на которое им отводилось 24 часа. 6 сентября Нарва была взята, и за следующие сутки шведами было убито около 7 тыс. человек мирного населения, не считая русских стрельцов из гарнизона крепости. Вскоре Делагарди, пользуясь тем, что русские гарнизоны крепостей Ижорской земли были частично отвлечены на оборону Пскова от войск Стефана Батория, победным маршем прошёл всю западную Ингерманландию и, уже не встречая серьёзного сопротивления, занял крепости Ивангород, Ям и Копорье. Однако продолжавшаяся безуспешная осада Орешка не давала довершить завоевание Ореховецкого уезда, штурм же, предпринятый Понтусом осенью 1582 года, сопровождался большими потерями среди осаждавших и окончился неудачей. Последнюю попытку расширить приобретения данной кампании полководец предпринял в ноябре, послав на Новгород шведскую конницу. Однако посланный отряд не только не добрался до города из-за осенней распутицы, но и вернулся, потеряв на обратном пути большую часть коней и обозов.

#### Завершение боевых действий
В 1582 году король назначил Делагарди главнокомандующим всеми шведскими войсками. Осознавая изменчивость военного счастья, тот посоветовал Юхану III заключить мир на предложенных русскими выгодных условиях, но король всё же продолжил войну. В феврале того же года из Новгорода выступило русское ополчение, один отряд — в направлении Нарвы, другой, под командованием князя Андрея Шуйского — к Орешку. Оба отряда достигли определённых успехов — первый под командованием Дмитрия Хворостинина разбил шведов в битве под Лялицами, второй же заставил Делагарди снять осаду Ореховской крепости и отступить в Карелию. Только ухудшившаяся внутренняя и внешняя политическая обстановка заставили царя Ивана IV остановить боевые действия и в 1583 году пойти на невыгодное Плюсское перемирие, в подписании которого участвовал и Понтус Делагарди.
За свои заслуги ещё до заключения перемирия Делагарди был назначен наместником Лифляндии и Ингерманландии, а через два года, в 1585 году, получил должность члена риксрода. В этом же году он принял участие в переговорах о продлении перемирия.

### Гибель
5 ноября 1585 года лодка, в которой Делагарди возвращался из очередного похода, перевернулась, и знаменитый полководец утонул в реке Нарова в виду Нарвского замка вместе с восемнадцатью своими спутниками. Есть несколько версий случившегося: по одной версий лодка Делагарди развалилась от выстрела, произведенного с неё из пушки в знак победоносного возвращения, по другой, гребцы, заглядевшись на устроенную им встречу, налетели на препятствие под водой и пробили дно — «…принесло судно ветром на пень да вынесло доску, а Немцы почали метатца в воду, и судно потонуло, и на завтра в субботу выволокли из воды Пунцу». Есть также версия, что лодку Делагарди случайно поразили сами встречающие — ядром салюта. Обряженный в тяжёлые рыцарские доспехи Делагарди утонул.

Когда русские послы донесли о его гибели в Москву, ими был получен ответ: 
Писали вы нам, что Пунтус Делагарди утонул; сделалось это Божиим милосердием и великого чудотворца Николы милостию.
В Москве, узнав о гибели Делагарди, служили благодарственный молебен.
Полководец был похоронен в Домском соборе Ревеля (современный Таллин), рядом со своей женой, умершей при родах в 1583 году. Работу над надгробием четы Делагарди фламандский скульптор Арент Пассер начал только в 1589 году, а закончил в 1595 году. На крышке саркофага он поместил фигуры супругов, вырубленные из камня: слева — Понтуса, в военном облачении, справа — Софии, в наряде по испанской моде того времени. По бокам были расположены барельефы, один из которых изображал осаду Нарвы. Над саркофагом была помещена резная эпитафия.
Надгробие Делагарди является выдающимся памятником ренессансного искусства.

## Дворянский род Делагарди

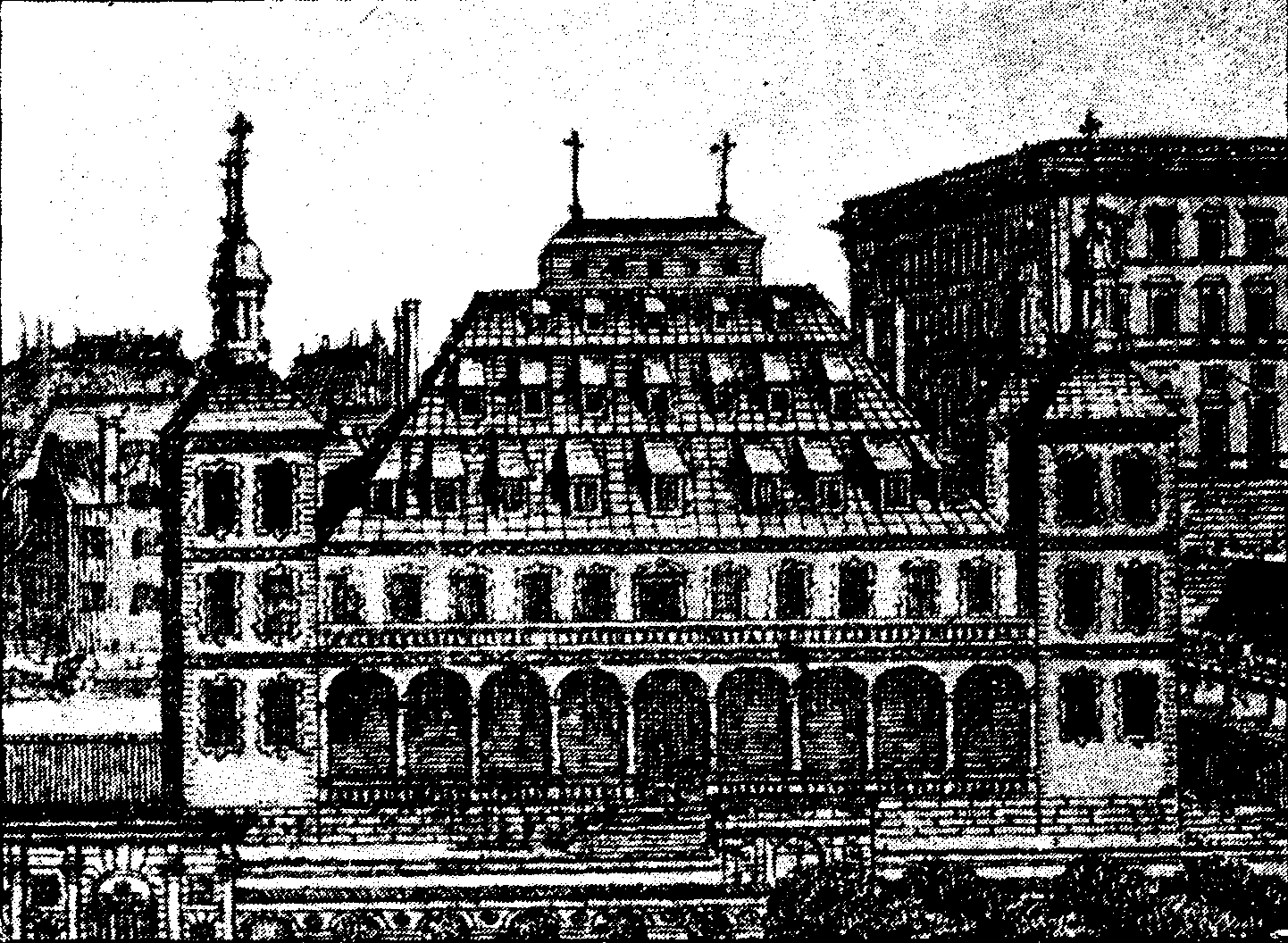
Дворец семьи Делагарди, построенный Якобом Понтуссоном рядом с королевским дворцом в Стокгольме

Полководец и дипломат Понтус Делагарди стал основателем знаменитого шведского дворянского рода, из которого вышли многие известные шведские государственные деятели. Женой полководца была внебрачная дочь Юхана III София (Юхансдоттер) Юлленъельм (Гюлленхельм, Гюлленьельм) (ок. 1559—1583). Через год после свадьбы, в 1581 году, в Ревеле София родила Понтусу первого ребёнка — дочь Бриту (1581—1645), через год — сына Юхана (1582—1642), а ещё через год, в июне 1583 года — Якоба (1583—1652). Последние тяжёлые роды София не пережила. Она похоронена вместе со своим мужем в Домском соборе Ревеля. Дети же Понтуса, почти не знавшие своего отца, были воспитаны в Финляндии своей бабкой, Карин Хансдоттер (швед. Karin Hansdotter). Младший сын Понтуса, Якоб Делагарди, превзошёл славу своего отца, участвуя сначала в отражении Россией польской интервенции в Смутное время (Поход Делагарди), а потом в войне с Россией, называемой в иностранных источниках «Ингерманландской». Командуя шведскими войсками в ходе войны, Якоб довершил дело своего отца и всё-таки взял Новгород, а также многие другие города Новгородской земли. Результатом был тяжелейший для России Столбовский мир, почти на столетие лишивший её выхода к Балтийскому морю. За свои заслуги Якоб Понтуссон получил от шведского монарха графский титул и обширные ленные владения. Прославился на государственном поприще и внук Понтуса, Магнус Габриэль Делагарди, являвшийся членом риксрода, риксмаршалом, а с 1660 по 1680 год — риксканцлером Швеции. Потомки первого обосновавшегося в Швеции Делагарди занимают различные государственные посты и в настоящее время. Одна из графских ветвей рода Делагарди оказалась и в России, но в середине XIX века она пресеклась, и право наследовать графский титул и фамилию Делагарди получил Александр Бреверн, он и его потомки носили впоследствии двойную фамилию — Бреверн-де-Лагарди.

## Понтус Делагарди в народной памяти
Командуя солдатами на поле боя, и с лёгкостью располагая к себе людей в мирной обстановке, Понтус Делагарди, очевидно, не был лишён определённых харизматических качеств. Этот фактор, а также то, что земли, по которым он прошёл с войсками в 1580—1582 годах, давно не знали военных потрясений, сделали его настоящим фольклорным героем среди местного населения — карел, ижор и води. В первую очередь это запечатлелось в финско-карельско-ижорской топонимике, во многих местах Карельского перешейка сохранились названия, связанные с именем Делагарди. Активная деятельность полководца по строительству дорог и мостов, необходимых для передвижения войск по болотистым, лесистым местностям, оставила на карте «Мосты Понтуса» (фин. Pontuxen sillat), «Гати Понтуса», «Рвы Понтуса» и пр. Севернее нынешнего посёлка Репино существовало «Болото Понтуса», скорее всего носящее это название, так как по приказу Делагарди через него была проложена дорога, необходимая для передвижения его армии. Одна из гор недалеко от посёлка Токсово, на которой по преданию в 1581 году находился лагерь Делагарди, среди финского и ижорского населения долгое время сохраняла название «Гора Понтуса» (фин. Pontuxen mäki). Развалины крепости Кивинебб возле современного посёлка Первомайское, уничтоженной русскими войсками в середине XVI века, также именовались у местного населения «Понтусова Крепость» (фин. Pontuxen linna), что, видимо, указывает на попытку полководца восстановить её.
В устных сказаниях жителей Карельского перешейка и Ингерманландии Понтус представал чародеем, волшебником, которому всегда и во всём помогает нечистая сила. В преданиях полководец мог одновременно сражаться в нескольких местах, а недостаток в войске, восполнять превращая в воинов обычные перья. Передававшиеся из уст в уста легенды о Понтусе записывали у ижор ещё в XIX и XX веках. Например, хорошо известна историческая ижорская песня «Военный поход Понтуса». Впрочем, здесь образ Делагарди слился с образом его сына — Якоба Понтуссона, также воевавшего в местах проживания ижор. Жестокость Понтуса запечатлена в таллинской городской легенде, которую Ф. Р. Крейцвальд поместил в свой сборник «Старинные эстонские народные сказки». В ней полководец предстаёт настолько алчным, что якобы во время боевых действий сдирал кожу с убитых солдат и отдавал её дубильщику. В наказание за эти злодеяния смерть не принесла покой Делагарди, его дух обречён бродить по улицам Таллина, пытаясь продать прохожим дублёные кожи, от которых покупатели шарахались, не в силах терпеть исходящий от них дурной запах.
Некоторые легенды, живущие до сих пор, явно недостоверны, но продолжают бытовать даже в краеведческой литературе. Например, вестник Всеволожского краеведческого музея передаёт легенду о связи имени Понтуса Делагарди с историей Красного замка — строения начала XIX века в Румболовском парке. Полководец вместе с войском якобы молился в этом замке, бывшем тогда придорожной кирхой, перед походом к городу Орехову в 1556 году. На самом деле в это время Делагарди ещё не было на шведской службе, и даже перенос действия легенды на 1580-е годы вызывает сомнения, ведь тогда местность принадлежала России, и если существовал тогда Красный замок, то придорожной кирхой быть не мог.